# Grande coroa da vitória da Tailândia

O rei Rama IX, no dia da coroação, de 5 de maio de 1950

A grande coroa da vitória da Tailândia (tailandês: พระมหาพิชัยมงกุฏ, RTGS: Phra Maha Phichai Mongkut é um dos dons da Tailândia. Feitas em ouro , durante o reinado de Rama I , em 1782, é alta, 66 cm e pesa 7,3 quilos. Graças ao rei Rama IV , a grande coroa da vitória também é enriquecida com diamantes, entre os quais se destaca o de um índio que decora a parte superior, o chamado Phra Maha Wichian Mani.
A coroa é em estilo tailandês, muito diferente do tradicional europeia, e é em forma de uma espiral , afinando, a altura do que representa a autoridade adquirido o direito divino para governar o povo.
Atualmente, a grande coroa da vitória é o mais importante dos cinco dons da Tailândia, mas que, no passado, eram equivalentes. O primeiro rei de sião, que subiu ao trono no dia da coroação foi Rama V, influenciada pela cultura europeia.